# サモンナイト クラフトソード物語2
『サモンナイト クラフトソード物語2』（サモンナイト クラフトソードものがたりツー）は、バンプレスト（後のバンダイナムコエンターテインメント）から2004年8月20日に発売されたゲームボーイアドバンス用ゲームソフト。

## 概要
『サモンナイトシリーズ』の外伝の一つで、ジャンルは「武器創造バトルRPG」。『サモンナイト クラフトソード物語』の続編であるが、物語としての繋がりはない。キャラクターデザインは大塚真一郎。

## ゲームシステム
システム面は前作から大幅に変更されており、次回作『サモンナイト クラフトソード物語 〜はじまりの石〜』にも継承されている。また、前作にはあった通信機能は消滅している。

### 武器作成
ベルグの家の地下にある工房で、5種類の武器それぞれの元となる「マテル」と、武器の材料となるアイテムを組み合わせることで武器を「作成」できる。また、武器を「修理」することができる。主人公の鍛冶師レベルが上昇すると、さらに「解体」「強化」が可能になる。
作成
所持している「マテル」と材料アイテムをそれぞれ1つずつ選択して、武器を作成する。特殊な組み合わせの場合、作成した時点で必殺技や特殊効果が付与されている物もある。
修理
武器のDUR（耐久値）を全回復する。また、壊れてしまった武器を修復することもできる。
解体
一度作成した武器を「マテル」の状態に戻すことができる。作成・強化に使用した材料アイテムは戻ってこない。解体を行う際、解体前の武器の能力を一定量マテルに残すことができるため、再度そのマテルを使って武器を作成すれば通常より高い能力を持った武器を作成できる。なお、マテルに残せる能力値の割合はその武器のTEC（熟練度）と主人公の鍛冶師レベルによって決定される。
強化
一度作成した武器に材料アイテムを更に追加して、武器の能力を増減させることができる。強化に使用できる材料アイテムは最初は1つだけだが、鍛冶師レベルの上昇により最大3個まで増やすことができる。また、強化アイテムの組み合わせによっては必殺技や特殊能力が後付けされることもある。

#### 必殺技・特殊能力
今作では、武器の作成・強化の際に特定の組み合わせのマテルと材料アイテムを使用することで、その武器に特殊効果を付与することが可能になった。
必殺技 (SPECIAL ATTACK)
戦闘中に使用できる特別な技。但し、武器の耐久値を一定値消費する。
特殊能力 (EFFECT)
戦闘中、その武器を使用している際に発揮される効果。属性武器もこれにあたる。

### フィールドアクション
フィールド上で武器やハンマーを使って、障害物を破壊したり塞がった道を開いたりすることができる。前作ではハンマーのみであったが、今回は5種類の武器全てにフィールドアクションが用意されている。但し、使用できるのはその時に所持している武器のみ。よって実際に戦闘で使用しない武器でも、それぞれ1つずつ持ち歩く必要がある。
それぞれのフィールドアクションでできることは以下の通り。なお、「木箱や樽を破壊する」「宝箱を開ける」の2つについては全てのアクションで可能である。
ハンマーアクション
最初から使える。ハンマーを振り下ろし、床にあるスイッチを押すことができる。前作同様、転送装置の起動にも用いる。
ソードアクション
剣を振るい、特定の草を刈り取る。
アクスアクション
斧を振り下ろし、枯れた切り株を破壊する。
スピアアクション
槍を突き出し、木に生っている実を落とす。他のアクションよりやや射程が長く、離れた場所の宝箱を開けることができる。
ナックルアクション
大岩を殴ることで前方に動かすことができる。これを繰り返して道を通れるようにしたり、特定の位置に大岩を運んだりできる。
ドリルアクション
ドリルを突き出し、特定の壁や壊れて開かない扉を破壊して、奥の部屋や通路に入れるようにする。

## ストーリー
リィンバウムのとある切り立った崖の上に存在する「クリーフ村」。その村には凶悪な召喚獣「ゴウラ」を封じた遺跡があり、代々コルトハーツの姓と特殊な力を持った「魔刃（まじん）使い」と呼ばれる一族が封印を守り続けてきた。
主人公がまだ幼い頃、ゴウラの封印を解いてその力を利用しようとする召喚師が村に現れた。村の人々は力を合わせて戦い、ゴウラの封印を守ることに成功するが、傷付いた主人公の命を助けるために、父のグレアムは魔刃使いの力を主人公に与えて死んでしまった。主人公はそれ以来、父の友人であった鍛冶師ベルグに預けられ、鍛冶師見習いとして育てられてきた。
ある日、親友であるリョウガと「負けた方が勝った方の言うことを一つ聞く」という約束で勝負し負けてしまった主人公は、関係者以外立ち入り禁止であるゴウラを封印した遺跡の中にリョウガを連れて行く約束をする。しかし、リョウガの正体は鬼妖界シルターンの召喚獣であり、その目的はゴウラの封印を解くことだった。幸いすぐにゴウラが解放されることはなかったが、リョウガは姿を消し、いつゴウラが完全に復活してしまうかも分からない。主人公はゴウラを再び封印するため、そして親友リョウガの真意を知るため、ゴウラを封じる力を持つという失われた四本の「魔刃」を探す冒険に出るのだった。

## 登場キャラクター

### 主人公
「魔刃使い」の一族の末裔で、体内にサモナイト石が埋め込まれている。生まれてすぐに母を亡くし、父親も幼い頃に亡くしたため、ベルグに引き取られた。鍛冶師としての腕はまだ見習いレベル。名称変更可。15歳。「鍛冶師の約束は鋼よりカタイ」が座右の銘。
エッジ・コルトハーツ
声 - 渡辺明乃
男性主人公。人に気を遣い過ぎるところがあるが、いつも前向きな少年。
エア・コルトハーツ
声 - 植田佳奈
女性主人公。少しおっちょこちょいだが、明るく優しい女の子。

### 護衛獣
主人を失ったはぐれ召喚獣であり、あばれウサギに傷を負わされたところを主人公に助けられた。その後、「はぐれ召喚獣は村に立ち入り禁止だが、誰かの護衛獣であれば大丈夫」とのベルグ親方の勧めで、なし崩し的に主人公の護衛獣となった(主人公とサモナイト石を通じた誓約を行ったわけではなく、「護衛獣」と名乗っているだけ)。
イグゼルド
声 - 吉水孝宏
機界ロレイラルの機械兵士。遠距離支援型であるため、直接戦闘は苦手。機械兵士らしく論理的な性格なため、行き当たりばったりな主人公の行動が気になるらしい。からかいすぎるとキレて暴れることもある。
レキ
声 - 森田成一
鬼妖界シルターンの鬼の子。楽天的でお調子者。剣の実力には自信があるらしく、主人公を守っていると思いこんでいるが、実際は未熟である。「勝つこと」にこだわり、何かと勝負を挑みたがる。
ディナ
声 - 鹿野潤
霊界サプレスの召喚獣で、悪魔と天使が混ざり合った珍しい存在。二重人格で普段は悪魔のほうの人格が表に出ているが、悪魔がひどいことを言いすぎると天使と入れ替わり、謝るのがお約束である。人格が入れ替わると容姿も変化する。また、表に出ていないときのお互いの記憶は共有している。悪魔時は高飛車で自己中心的な性格だが、言動・容姿に反して意外と純情な面もある。天使時は常に他人のことを考えて行動し、正義・道徳に反することは許さない。
アーノ
声 - 井上富美子
幻獣界メイトルパの「ポルル族」の獣人。素直でマイペースな性格。性別不明で、自称「風の子」。風と会話することができるらしい。台詞によく擬音を交える。

### クリーフ村の住民
ベルグ
声 - 吉水孝宏
鍛冶師の親方。両親を失った主人公を引き取って親代わりとして育ててきた。鍛冶師としてだけでなく、武器の扱いも一流。普段は笑顔が似合う優しい性格だが、時折頑固な一面も見せる。特に鍛冶師のこととなると非常に厳しい。使用武器は斧で、護衛獣はテテ。
オルカ
声 - 森田成一
ベルグの息子で、主人公にとっては兄のような存在。周囲に気が利く好青年だが、主人公や妹のタタンをからかって反応を楽しむちょっと意地悪な一面もあり。鍛冶の腕は主人公以上で機械の知識と技術は村一番。使用武器はドリルで、護衛獣はライザー。
タタン
ベルグの娘で、オルカの妹。家の家事全般をこなしているが、料理だけは味付けがあまりに独特過ぎるため、兄に任せている。それでもたまに自分でお菓子などを作っているようである。好奇心旺盛で、時々主人公に付いて行こうとしたりする。
リョウガ
声 - 沼田祐介
主人公の親友であり、ゴウラの封印を解放しようとしている少年。性格はクールだが、主人公を引っ張っていく強引な所も。2年前、リンリと近くの森の中を彷徨っていた所を保護され、それ以来村で暮らすようになった。その後家族に関してよく似た境遇である主人公と親しくなっていった。普段は普通の人間の姿だが、召喚獣としての姿を見せた時の力はかなりのもの。使用武器は爪（ナックル）。
リンリ
声 - 井上富美子
リョウガの姉のような存在で血は繋がっていない。2年前、リョウガと共に保護され共に村で暮らし始めた。優しい大人の女性で、リョウガの取った行動に胸を痛めている。本人曰く「結構強い」らしく、リョウガの足跡を追って色々な所にやって来たりする。使用武器は槍。
村長
クリーフ村の村長。昔ゴウラを封印した召喚師の末裔らしいが、召喚術を使っているのを見た者は誰もいない。話を始めると長い。
ラクル
村に住む少年。年上の女性が好みらしい。
クーミン
村に住む少女。よくラクルと一緒に遊んでいる。

### 冒険の先で出会う人達
ガブリオ
声 - 下和田裕貴
幻獣界メイトルパの亜人で、はぐれ召喚獣。心優しい少年で、風の封刃砦でラクルとクーミン、それと他のはぐれ召喚獣の面倒を見ており、いつのまにか「風団（ラクル命名。クーミンは『そよ風隊』と呼んでいる）」のリーダーとして慕われるようになった。故郷であるメイトルパへの郷愁の念が強い。
ゼライド
ガブリオのパートナー。小さな飛行機のような姿のはぐれ召喚獣。
情報処理能力が高く、ハッキングまがいのことも可能な程性能は高い。
偵察・情報処理用の機械兵士。
通信機能がある。
ニーニャ・ニーニャ
蒼の派閥に所属する召喚師。極度の方向音痴で、目的地に向かう途中で道に迷い森の中を彷徨っていた所で足を踏み外して気を失ってしまい、気が付いた時には誰かに体を乗っ取られて幽霊のような存在になってしまっていた。「魂の輝きの色」が見えるらしく、それを見て主人公を信用するようになる。
ブルニード
ある封刃砦にて出会う機界ロレイラルの召喚獣。輸送・偵察型であり、空間転移能力を使って登録した者を瞬時に別の場所へ移動させることができる。
正式名は「移送偵察型ED106ブルニード」。
戦闘データは入力されていないため、攻撃はできない。
生体波動を感知する。
トウメイ
鬼妖界シルターンにあるという、御妙寺（おんみょうじ）出身の御妙師。寺で鍛えた精神と肉体を持ち、お札を使う武闘派。自らの使命は世界を守ることだと熱く信じているため、邪悪な気を感じた主人公達の村に押しかけて来る。本人曰く、はぐれ召喚獣ではなく、自らの意思ではなれたので「はなれ召喚獣」。意外と自分勝手？
ザーネ
女性ばかり（“ばかり”なので男性も居るには居るようだ）の水棲亜人部族、フィレーネ族のはぐれ召喚獣。どうやら魔刃の封印を守っているらしい。封印を安全な方法で解くために、ある物が必要だと主人公に告げる。地球で言うマーメイドのような姿をしているが、ヒスメ石を使うことで人間の姿に変身できる様だ。
ビヨーン
自称「キャプテン・ビヨーン」。1人船を駆り、宝探しの冒険をしている青年。所謂冒険者。挑戦とか危機という言葉に目がなく、どんなことも気合いと根性で乗り切れると信じる、熱いハートの持ち主。
クウヤ
声 - 岸尾大輔
鬼妖界シルターンのはぐれ召喚獣。天元流という流派のシノビ。使用武器は鎌（ゲーム中では斧と扱われる）。
コヒナ
声 - 浅野真澄
シルターンのはぐれ召喚獣。クウヤの妹で、天元流という流派のシノビ。使用武器は爪（ナックル）。

### リョウガの協力者
ゲドー・カムカロッサ
声 - 石川英郎
外道召喚師。凶悪な召喚獣ゴウラの話を聞き付け、その力を手に入れようと村にやって来た。その後、目的を同じくするリョウガと手を組み、行く先々で主人公を妨害してくる。自分が幸せなら周りがどれだけ不幸になっても構わないと思っており、卑怯なことも平気で行う。機界ロレイラルの召喚術を得意とする。使用武器はドリル。
黒の剣士
声 - 下和田裕貴
真っ黒な鎧と兜、赤いマントで身を包んだ剣の腕の立つ謎の男。リョウガに協力して主人公と戦う。名前の通り使用武器は剣。
パスゥ
声 - 鹿野潤
本来は霊界サプレスの騒霊であり、気を失っているニーニャの体を乗っ取った張本人。リョウガに一方的に惚れており、彼の気を引くために主人公の邪魔をしてくる。ニーニャの体を使っているため、召喚術も行使可能。使用武器は槍。

### 蒼の派閥
『サモンナイト2』の主人公とその仲間たち。4人いる護衛獣の内、誰に出会うかはこちらの護衛獣によって決定される。双方の勘違いにより、今作の主人公と戦うことに。
マグナ・クレスメント
声 - 岸尾大輔
『サモンナイト2』・男性主人公。楽天的でのんきだが、やる時はちゃんとやる性格。
蒼の派閥の召喚師で、「調律者（ロウラー）」と称えられた召喚師・クレスメント一族の末裔。
トリス・クレスメント
声 - 浅野真澄
『サモンナイト2』・女性主人公。活発でお調子者だが、芯の強いしっかり者。基本的設定はマグナと同じ。
ネスティ・バスク
声 - 緑川光
『サモンナイト2』・男性パートナー。蒼の派閥の召喚師で、マグナ（トリス）の兄弟子。
機界・ロレイラルから亡命してきた融機人（ベイガー）・ライル一族の末裔。
直接戦闘には参加せず、マグナ（トリス）を機界の召喚術ベズソウで援護する。
アメル
声 - 桑島法子
『サモンナイト2』・女性パートナー。豊穣の天使・アルミネの化身。
ネスティと同じく、直接戦闘には参加しない。戦闘ではマグナ（トリス）を聖女の癒しで回復する。
レオルド
マグナ（トリス）の護衛獣。現地の子供をはぐれ召喚獣から守っている。
機界ロレイラルの機械兵士。量産型機体でかなり古いタイプ。
ハサハ
マグナ（トリス）の護衛獣。
鬼妖界シルターンの妖狐の化身。人間になるために必要な魔力を胸に抱いた宝珠に蓄えている。
バルレル
マグナ（トリス）の護衛獣。
霊界サプレスでも名高い「狂嵐の魔公子」。誓約によって少年の姿にされてしまっている。
レシィ
マグナ（トリス）の護衛獣。
幻獣界メイトルパの亜人、メトラル族の少年。幼少時の病のために角を切り取られてしまっている。